# Фонсека, Ральф
Ральф Генри Фонсека (англ. Ralph Henry Fonseca; 9 августа 1949 — 6 июня 2025) — белизский политик, член Народной объединённой партии (People’s United Party, PUP).

## Биография
Родился 9 августа 1949 года в Белизе. Окончил колледж Святого Иоанна в Белизе, затем обучался в Канаде по специальности «информационные технологии», специализируясь в системном анализе и управлении данными. До политической карьеры работал в нефтяной компании Texaco в Белизе, а также занимал руководящие должности в Belize Brewing Ltd., Hillbank Agroindustries и Consolidated Electricity Services. Был председателем Belize Electricity Board и Управления телекоммуникаций.

## Политическая карьера
В 1984 году баллотировался в Палату представителей от округа Куинс-сквер, но проиграл Дину Барроу. В 1989 году был назначен сенатором и министром финансов, а также лидером правительства в Сенате. С 1993 по 2008 год представлял округ Belize Rural Central в Палате представителей. Занимал посты министра по управлению бюджетом, инвестиций и внутренних дел, а также министра финансов. С 2006 по 2008 год был министром внутренних дел. В 2008 году проиграл выборы Майклу Хатчинсону и ушёл из политики.

## Личная жизнь
Был женат, имел троих детей. Его единственный сын, Ральф Фонсека-младший, погиб в автокатастрофе 11 сентября 2007 года. Младший брат, Дэвид Фонсека, был мэром Белиз-Сити с 1999 по 2006 год. Кузен — Фрэнсис Фонсека, бывший лидер PUP и лидер оппозиции.

## Наследие
Фонсека был ключевой фигурой в белизской политике, особенно в период правления премьер-министра Саида Мусы. Он продвигал политику экономического роста через приватизацию и привлечение иностранных инвестиций, что вызывало как поддержку, так и критику.
Умер 6 июня 2025 года в возрасте 75 лет после продолжительной болезни.